# Segunda División 1928-1929 (Spagna)
L'edizione 1928-29 della Segunda División fu il primo campionato di calcio spagnolo di seconda divisione. Il campionato vide la partecipazione di 10 squadre. La prima si qualificò per il play-out contro l'ultima della Primera División mentre le ultime due retrocessero in Tercera División, campionato che all'epoca rappresentava la terza divisione spagnola.

## Squadre partecipanti
Nove squadre furono individuate nelle perdenti delle qualificazioni alla Liga. Il decimo club fu per decisione ufficiale della RFEF il Racing de Madrid, avendo deciso la Federazione che la capitale avrebbe dovuto per principio essere rappresentata anche in questo campionato.
- Alavés (Vitoria)
- Real Betis (Siviglia)
- Celta Vigo (Vigo)
- Deportivo La Coruña (Corogna)
- Iberia (Saragozza)
- Racing Madrid (Madrid)
- Real Oviedo (Oviedo)
- Siviglia (Siviglia)
- Sporting Gijón (Gijón)
- Valencia (Valencia)

## Classifica finale
|  | Pos. | Squadra             | Pt | G  | V | N | P  | GF | GS | DR  |
|  | ---- | ------------------- | -- | -- | - | - | -- | -- | -- | --- |
|  | 1.   | Siviglia            | 22 | 18 | 8 | 6 | 4  | 35 | 24 | +11 |
|  | 2.   | Iberia              | 22 | 18 | 9 | 4 | 5  | 33 | 27 | +6  |
|  | 3.   | Alavés              | 21 | 18 | 8 | 5 | 5  | 28 | 20 | +8  |
|  | 4.   | Sporting Gijón      | 19 | 18 | 7 | 5 | 6  | 41 | 35 | +6  |
|  | 5.   | Valencia            | 19 | 18 | 8 | 3 | 7  | 33 | 31 | +2  |
|  | 6.   | Real Betis          | 18 | 18 | 7 | 4 | 7  | 35 | 36 | -1  |
|  | 7.   | Real Oviedo         | 17 | 18 | 7 | 3 | 8  | 43 | 39 | +4  |
|  | 8.   | Deportivo La Coruña | 16 | 18 | 6 | 4 | 8  | 27 | 37 | -10 |
|  | 9.   | Celta Vigo          | 13 | 18 | 4 | 5 | 9  | 29 | 38 | -9  |
|  | 10.  | Racing Madrid       | 13 | 18 | 6 | 1 | 11 | 31 | 48 | -17 |

### Verdetti
- Siviglia qualificato al play-out.
- Celta Vigo e  Racing Madrid retrocesse in Tercera División.

## Risultati

### Tabellone
|                | Ala  | Bet  | Cel  | Dep  | Ibe  | RMa  | Rov  | Sev  | SGi  | Val  |
| -------------- | ---- | ---- | ---- | ---- | ---- | ---- | ---- | ---- | ---- | ---- |
| Alaves         | –––– | 1-0  | 2-3  | 0-2  | 3-0  | 2-2  | 2-1  | 3-2  | 3-0  | 1-1  |
| Betis          | 2-3  | –––– | 3-3  | 5-1  | 9-0  | 2-0  | 0-0  | 2-0  | 4-2  | 2-1  |
| Celta          | 1-2  | 2-3  | –––– | 4-1  | 7-1  | 5-4  | 4-0  | 0-3  | 0-3  | 3-1  |
| Deportivo      | 2-2  | 3-0  | 4-0  | –––– | 1-0  | 5-2  | 5-1  | 1-2  | 1-0  | 4-1  |
| Iberia         | 1-2  | 4-1  | 3-2  | 1-1  | –––– | 3-1  | 3-0  | 4-0  | 1-1  | 3-2  |
| Racing Madrid  | 5-2  | 1-1  | 4-1  | 1-1  | 0-3  | –––– | 4-1  | 5-2  | 4-3  | 3-3  |
| Real Oviedo    | 5-1  | 0-4  | 1-2  | 0-2  | 1-1  | 3-2  | –––– | 1-3  | 6-1  | 1-3  |
| Sevilla        | 2-0  | 5-1  | 2-1  | 0-1  | 2-0  | 5-0  | 2-2  | –––– | 2-1  | 2-0  |
| Sporting Gijon | 3-2  | 1-1  | 3-3  | 3-0  | 1-1  | 5-4  | 8-1  | 5-4  | –––– | 3-2  |
| Valencia       | 7-1  | 6-3  | 1-2  | 1-2  | 4-3  | 2-3  | 3-1  | 0-2  | 2-3  | –––– |

### Record
- Maggior numero di vittorie:  Iberia (9)
- Minor numero di sconfitte:  Siviglia (4)
- Migliore attacco:  Real Oviedo (43 reti segnate)
- Miglior difesa:  Alavés (20 reti subite)
- Miglior differenza reti:  Siviglia (+11)
- Maggior numero di pareggi:  Siviglia (6)
- Minor numero di pareggi:  Racing Madrid (1)
- Maggior numero di sconfitte:  Racing Madrid (11)
- Minor numero di vittorie:  Celta Vigo (4)
- Peggior attacco:  Deportivo La Coruña (27 reti segnate)
- Peggior difesa:  Racing Madrid (48 reti subite)
- Peggior differenza reti:  Racing Madrid (-17)

### Playout
|                  | Andata | Ritorno |          |
| ---------------- | ------ | ------- | -------- |
| Racing Santander | 1-2    | 2-0     | Siviglia |